# Стервас
Стервас или Стя́рвас (Стерва; устар. Стерво; лит. Stervas) — озеро на юге Тельшяйского района Литвы. Располагается в 3 км северо-северо-восточнее города Варняй. Относится к бассейну Венты.
Озеро округлой формы, вытянуто в широтном направлении. Находится на высоте 152,2 м над уровнем моря. Площадь озера составляет 1,371 км² (по другим данным — 1,5 км²), длина 1,9 км, ширина до 1 км. Наибольшая глубина — 2,6 м, средняя глубина — 1,38 м. Прибрежная зона акватории подвержена зарастанию. Озёрная котловина ледникового происхождения. Берега низкие, почти повсеместно заболочены и покрыты лесом. Протяжённость береговой линии — 4,96 км. В северной части озера есть небольшой остров. Площадь водосборного бассейна — 9,8 км². Через протоку сообщается с соседним озером Биржулис.